# Geneva-on-the-Lake, Ohio
Geneva-on-the-Lake, Ohio (енгл. Geneva-on-the-Lake) град је у америчкој савезној држави Охајо.

## Демографија
По попису из 2010. године број становника је 1.288, што је 257 (-16,6%) становника мање него 2000. године.
| Група             | 2000.         | 2010.         |
| Белци             | 1.474 (95,4%) | 1.205 (93,6%) |
| Афроамериканци    | 9 (0,6%)      | 3 (0,2%)      |
| Азијати           | 5 (0,3%)      | 3 (0,2%)      |
| Хиспаноамериканци | 34 (2,2%)     | 41 (3,2%)     |
| Укупно            | 1.545         | 1.288         |